# がじゃ豆
がじゃ豆（がじゃまめ、ガジャ豆）とは、鹿児島県の奄美大島で作られている、ピーナッツ等のナッツ類に黒砂糖をラフにコーティングした豆菓子である。徳之島、沖永良部島、喜界島、種子島などにも類似の品がある。

## 概要

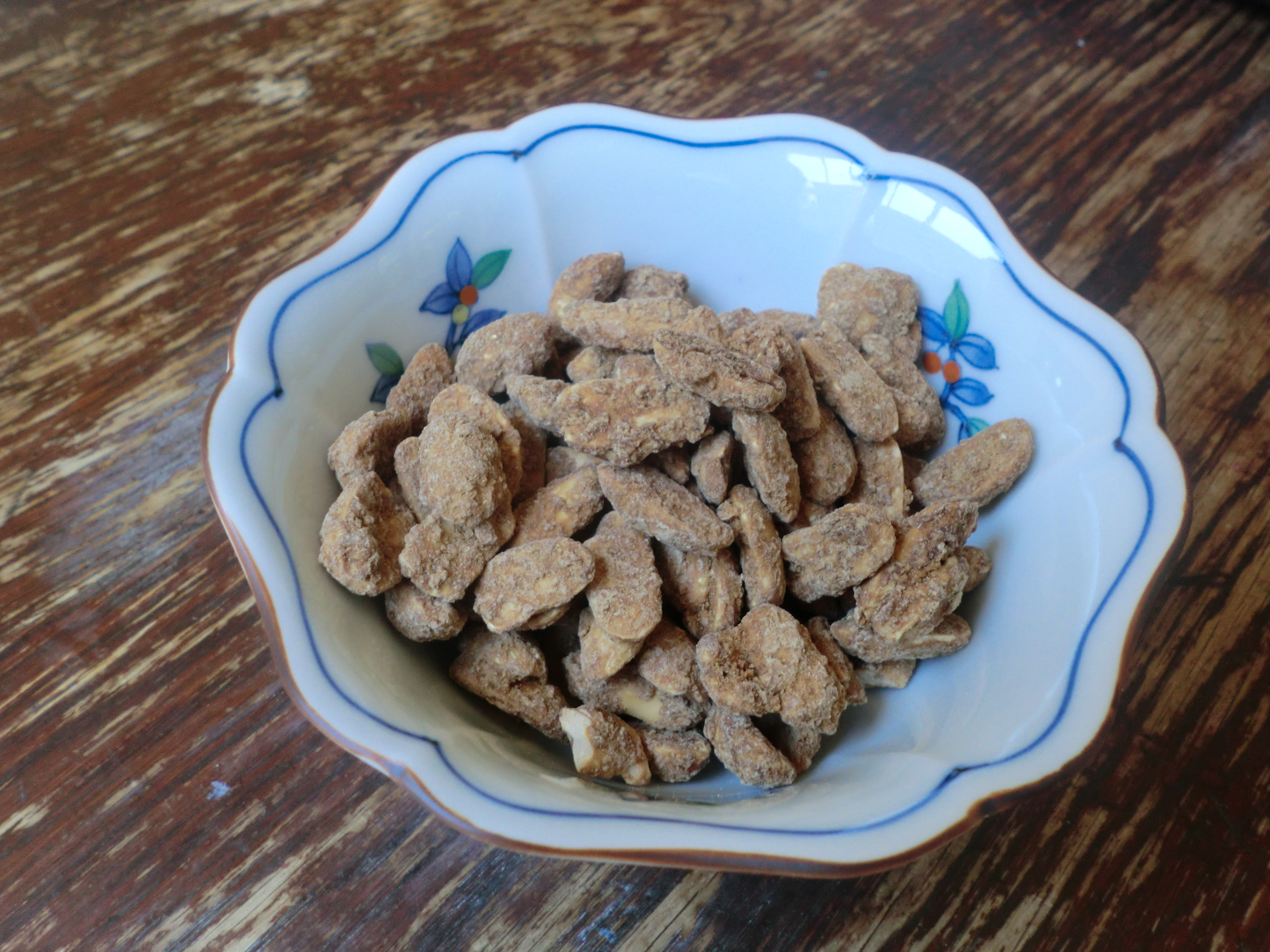
がじゃ豆

奄美市名瀬の製菓会社、有限会社喜久屋がじゃ豆本舗が販売している商品名の「がじゃ豆」が一般的な通り名となっているが、業者によりガジャマル豆、ガジュマル豆などの類似の名前のほか、黒糖からみ豆、奄美豆、黒糖豆、珊瑚豆、サタマメ（砂糖豆）など、数種類の名称が存在する。
奄美群島や鹿児島県本土の一部では、黒砂糖のブロックと並んでお年寄りのお茶請けの定番となっている。ごつごつとした黒砂糖とナッツの絡みが絶妙な素朴な味である。奄美空港、鹿児島空港、鹿児島市内などの物産ショップ等でも取り扱われているほか、全国各地の百貨店等で開かれる鹿児島物産展にもしばしば出品される。
名称は異なるが、ラッカセイの代わりにソラマメを使うものやカシューナッツを使うものなどもある。